# سیارک ۲۲۸۳۹
سیارک ۲۲۸۳۹ (به انگلیسی: 22839 Richlawrence، نامگذاری:1999RW92) بیست و دو هزار و هشتصد و سی و نهمین سیارک کشف شده‌است که در ۷ سپتامبر ۱۹۹۹ کشف شد.
قدر مطلق سیارک برابر ۱۰.۷ است.